# Una bionda... così
Una bionda... così (Une blonde comme ça) è un film del 1963 diretto da Jean Jabely.